# Chráněná území v Polsku

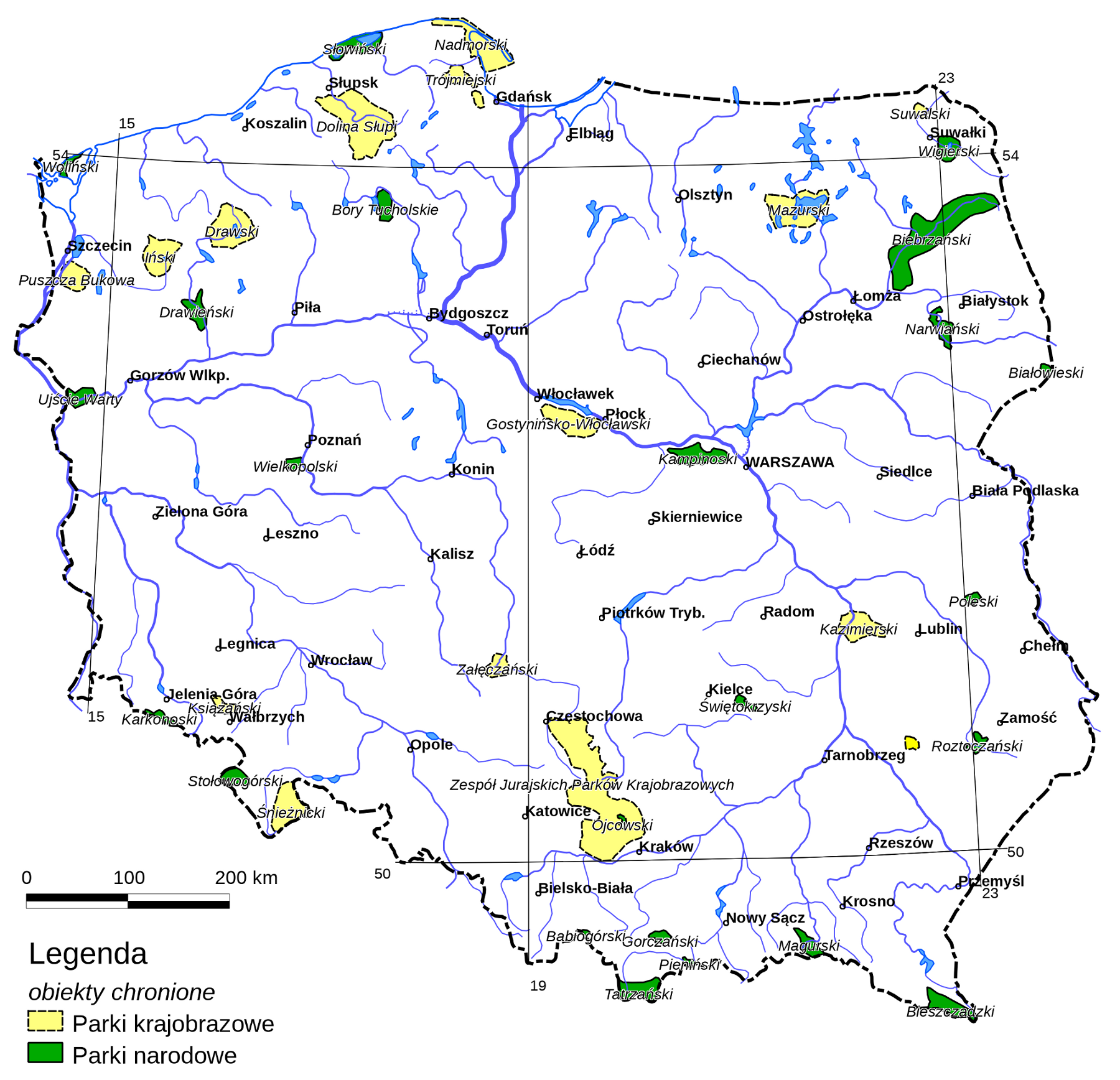
Chráněná území a národní parky v Polska

Chráněné území v Polsku definuje zákon ze 16. dubna 2004 o ochraně přírody (Ustawą z dnia 16 kwietnia 2004 r. o ochronie przyrody).

## Kategorie chráněných území
Chráněná území jsou v Polsku vyhlašována v následujících kategoriích:
| zkratka | kategorie v Polsku                  | polsky                           | počet území v kategorii v Polsku | odpovídající mezinárodní kategorie | velkoplošné / maloplošné |
| ------- | ----------------------------------- | -------------------------------- | -------------------------------- | ---------------------------------- | ------------------------ |
| PN      | Národní park v Polsku               | park narodowy                    | 23                               | národní park                       | velkoplošné              |
| PK      | Chráněná krajinná oblast v Polsku   | park krajobrazowy                | 121                              | chráněná krajinná oblast           | velkoplošné              |
| RP      | Národní přírodní rezervace v Polsku | rezerwat przyrody                | 1481                             | národní přírodní rezervace         | maloplošné               |
| UE      | Přírodní rezervace v Polsku         | użytek ekologiczny               | 7090                             | přírodní rezervace                 | maloplošné               |
| PP      | Přírodní památka v Polsku           | pomnik przyrody                  | 36353                            | přírodní památka                   | maloplošné               |
| OChK    | Přírodní parky v Polsku             | obszar chronionego krajobrazu    | 386                              | přírodní park                      |                          |
| ZPK     | Významné krajinné prvky v Polsku    | zespół przyrodniczo-krajobrazowy | 324                              | významný krajinný prvek            |                          |
| N2000   | Natura 2000 v Polsku                | obszar Natura 2000               | 983                              | objekt Natura 2000                 |                          |
| RB      | Biosférické rezervace v Polsku      | rezerwaty biosfery               | 157                              | biosférická rezervace              |                          |
| SD      | Dokumentační stanoviště v Polsku    | stanowisko dokumentacyjne        |                                  |                                    |                          |

- Obszar chronionego krajobrazu - obdoba přírodního parku.
- Park narodowy - obdoba národního parku, zahrnuje území vyznačující se významnými přírodními, vědeckými, společenskými, kulturními či vzdělávacími hodnotami o rozloze alespoň 1000 ha. V Polsku je 23 národních parků o celkové ploše 3145 km2, tedy asi 1 % země. Mezi nejznámější patří Tatranský národní park či Krkonošský národní park.
- Park krajobrazowy - obdoba CHKO, zahrnuje území chráněně z důvodu přírodních, historických, kulturních či krajinných hodnot. Může zde pokračovat hospodářská činnost, ale s jistými omezeními, nemohou se zde například stavět nové budovy s výjimkou pro místní obyvatelstvo. Park má sloužit vlastivědné rekreaci a vzdělání. V současné době je v Polsku 120 takovýchto chráněných území, např. Kaszubski Park Krajobrazowy či Park Krajobrazowy Gór Sowich
- Rezerwat przyrody - obdoba národní přírodní rezervace, zahrnuje oblasti zachované v přirozeném nebo málo změněném stavu, útočiště či sídliště zvířat, rostlin či hub i významné lokality neživé přírody. Předmětem ochrany může být fauna, flora či přírodní útvary. V Polsku je 1368 přírodních rezervací.
- Użytek ekologiczny - obdoba přírodní rezervace, zbytky ekosystémů, které mají význam pro zachování biologické různorodosti, jsou to přírodní vodní plochy, bažiny, výskytiště vzácných druhů rostlin, zvířat či hub, případně místa jejich rozmnožování nebo sezónního pobytu. Jsou to území nevelká, ale cenná.
- Zespół przyrodniczo-krajobrazowy - obdoba významného krajinného prvku, chráněné fragmenty kulturní či přírodní krajiny z důvodu jejich estetických či vzhledových hodnot. Může se jednat o údolí nějaké řeky či potoka, jezero, ostrov atp.
- Pomnik przyrody - obdoba přírodní památky, jednotlivé objekty živé i neživé přírody s výjimečnou přírodní, vědeckou, kulturní, historickou či krajinnou hodnotou. Mohou to být staré či velké stromy, aleje, vodopády, skály, prameny, balvany, jeskyně atp. V Polsku je asi 33 tisíc takovýchto chráněných objektů.
- Rezerwat biosfery - biosférická rezervace, oblast obsahující cenné přírodní zdroje. Vznikly v rámci programu UNESCO MaB (Man and the Biosphere). V Polsku je 9 takových oblastí, např. česko-polská Biosférická rezervace Krkonoše nebo polsko-slovenská Biosférická rezervace Tatry.